# Promedio
En lenguaje coloquial, un promedio es un solo número tomado como representante de una lista de números. Se utilizan diferentes conceptos de promedio en diferentes contextos. A menudo, "promedio" se refiere a la media aritmética, la suma de los números dividida por cuántos números se promedian. En estadística, la media, la mediana y la moda se conocen como medidas de tendencia central, y en el uso coloquial cualquiera de estos podría llamarse un valor promedio. La mayoría de nosotros entendemos la palabra "promedio" porque el uso diario generalmente se refiere a números o grupos que tienen una distribución normal o curva en campana, por ejemplo, las alturas de las personas o sus mediciones de presión arterial. Sin embargo, si la distribución de esos números no es normal, entonces lo que generalmente consideramos "promedio" estará sesgado. Los ejemplos incluyen el número de dedos: a algunas personas les faltan dedos, muy raramente las personas tienen extra, y casi nunca más que uno extra, lo que lleva a una situación en la que el número promedio real de dedos (más de 9 pero menos de 10) no es una información particularmente útil.  

## Cálculo

### Medias pitagóricas
La media aritmética, la media geométrica y la media armónica se conocen colectivamente como las medias pitagóricas. 

#### Media aritmética
El tipo más común de promedio es la media aritmética. Si se dan n números, cada número denotado por ai (donde i = 1,2, ..., n), la media aritmética es la suma de a dividida por n o 
{\displaystyle {\text{AM}}={\frac {1}{n}}\sum _{i=1}^{n}a_{i}={\frac {a_{1}+a_{2}+\cdots +a_{n}}{n}}}
La media aritmética, a menudo simplemente llamada la media, de dos números, como 2 y 8, se obtiene al encontrar un valor A tal que 2 + 8 = A + A. Uno puede encontrar que A =   (2 + 8) / 2 = 5) Cambiar el orden de 2 y 8 para leer 8 y 2 no cambia el valor resultante obtenido para A. La media 5 no es menor que el mínimo 2 ni mayor que el máximo   8) Si aumentamos el número de términos en la lista a 2, 8 y 11, la media aritmética se encuentra resolviendo el valor de A en la ecuación 2 + 8 + 11 = A + A + A. Uno encuentra que A = (2 + 8 + 11) / 3 = 7) 

#### Media geométrica
La media geométrica de n números positivos se obtiene por ellos multiplicando todos juntos y luego tomar la enésima raíz. En términos algebraicos, la media geométrica de a1, a2, ... an se define como 
{\displaystyle {\text{GM}}={\sqrt[{n}]{\prod _{i=1}^{n}a_{i}}}={\sqrt[{n}]{a_{1}a_{2}\cdots a_{n}}}}
La media geométrica puede considerarse como el antilog de la media aritmética de los registros de los números. 
Ejemplo: la media geométrica de 2 y 8 es {\displaystyle {\text{GM}}={\sqrt {2\cdot 8}}=4}

#### Media armónica
Media armónica para una colección no vacía de números a1, a2, ..., an, todos diferentes de 0, se define como el recíproco de la media aritmética de los recíprocos de los ai: 
{\displaystyle {\text{HM}}={\frac {1}{{\dfrac {1}{n}}\displaystyle \sum \limits _{i=1}^{n}{\frac {1}{a_{i}}}}}={\frac {n}{{\frac {1}{a_{1}}}+{\frac {1}{a_{2}}}+\cdots +{\frac {1}{a_{n}}}}}}
Un ejemplo en el que la media armónica es útil es cuando se examina la velocidad de varios viajes de distancia fija. Por ejemplo, si la velocidad para ir del punto A al B era 60 km/h, y la velocidad para regresar de B a A fue de 40 km/h, entonces la velocidad media armónica viene dada por 
{\displaystyle {\frac {2}{{\frac {1}{60}}+{\frac {1}{40}}}}=48}

#### Desigualdad con respecto a AM, GM y HM
Una desigualdad bien conocida con respecto a los medios aritméticos, geométricos y armónicos para cualquier conjunto de números positivos es 
{\displaystyle {\text{AM}}\geq {\text{GM}}\geq {\text{HM}}}
(El orden alfabético de las letras A, G y H se conserva en la desigualdad). Véase Desigualdad de medios aritméticos y geométricos. 
Por lo tanto, para el ejemplo de media armónica anterior: AM = 50, GM ≈ 49 y HM = 48 km/h. 

### Ubicación estadística
La moda, la mediana y el rango medio a menudo se usan además de la media como estimaciones de tendencia central en estadística descriptiva. Todos estos pueden ser vistos como minimizando la variación en alguna medida. 
| Tipo                   | Descripción | Ejemplo                         | Resultado |
| ---------------------- | --- | ------------------------------- | --------- |
| Significado aritmético | Suma de valores de un conjunto de datos dividido por el número de valores: {\displaystyle \scriptstyle {\bar {x}}={\frac {1}{n}}\sum _{i=1}^{n}x_{i}} | (1 + 2 + 2 + 3 + 4 + 7 + 9) / 7 | 4         |
| Mediana                | Valor medio que separa las mitades mayores y menores de un conjunto de datos                                                                          | 1, 2, 2, 3, 4, 7, 9             | 3         |
| Moda                   | Valor más frecuente en un conjunto de datos. | 1, 2, 2, 3, 4, 7, 9             | 2         |
| Rango medio            | La media aritmética de los valores más altos y más bajos de un conjunto.                                                                              | (1 + 9) / 2                     | 5         |

#### Moda

Comparación de la media aritmética, la mediana y la moda de dos distribuciones log-normales con diferente asimetría.

El número más frecuente en una lista se llama modo. Por ejemplo, el modo de la lista (1, 2, 2, 3, 3, 3, 4) es 3. Puede suceder que haya dos o más números que ocurran con la misma frecuencia y con mayor frecuencia que cualquier otro número. En este caso no hay una definición acordada de modo. Algunos autores dicen que todos son modos y otros dicen que no hay modo. 

#### Mediana
La mediana es el número medio del grupo cuando se clasifican en orden. (Si hay un número par de números, se toma la media de los dos medios.) 
Por lo tanto, para encontrar la mediana, ordene la lista de acuerdo con la magnitud de sus elementos y luego elimine repetidamente el par que consiste en los valores más altos y más bajos hasta que quede uno o dos valores. Si queda exactamente un valor, es la mediana; si dos valores, la mediana es la media aritmética de estos dos. Este método toma la lista 1, 7, 3, 13 y le ordena que lea 1, 3, 7, 13. Luego se eliminan el 1 y el 13 para obtener la lista 3, 7. Como hay dos elementos en esta lista restante, la mediana es su media aritmética, (3 + 7) / 2 = 5. 

#### Rango medio
El rango medio es la media aritmética de los valores más altos y más bajos de un conjunto.

## Resumen de tipos
| Nombre                   | Ecuación o descripción |
| ------------------------ | --- |
| Media aritmética         | {\displaystyle {\bar {x}}={\frac {1}{n}}\sum _{i=1}^{n}x_{i}={\frac {1}{n}}(x_{1}+\cdots +x_{n})} |
| Mediana                  | El valor medio que separa la mitad superior de la mitad inferior del conjunto de datos. |
| Mediana geométrica       | Una extensión invariante de rotación de la mediana para puntos en Rn |
| Modo                     | El valor más frecuente en el conjunto de datos. |
| Media geométrica         | {\displaystyle {\sqrt[{n}]{\prod _{i=1}^{n}x_{i}}}={\sqrt[{n}]{x_{1}\cdot x_{2}\dotsb x_{n}}}} |
| Media armónica           | {\displaystyle {\frac {n}{{\frac {1}{x_{1}}}+{\frac {1}{x_{2}}}+\cdots +{\frac {1}{x_{n}}}}}} |
| Media cuadrática (o RMS) | {\displaystyle {\sqrt {{\frac {1}{n}}\sum _{i=1}^{n}x_{i}^{2}}}={\sqrt {{\frac {1}{n}}\left(x_{1}^{2}+x_{2}^{2}+\cdots +x_{n}^{2}\right)}}} |
| Media cúbica             | {\displaystyle {\sqrt[{3}]{{\frac {1}{n}}\sum _{i=1}^{n}x_{i}^{3}}}={\sqrt[{3}]{{\frac {1}{n}}\left(x_{1}^{3}+x_{2}^{3}+\cdots +x_{n}^{3}\right)}}}                                                                                              |
| Media generalizada       | {\displaystyle {\sqrt[{p}]{{\frac {1}{n}}\cdot \sum _{i=1}^{n}x_{i}^{p}}}} |
| Media ponderada          | {\displaystyle {\frac {\sum _{i=1}^{n}w_{i}x_{i}}{\sum _{i=1}^{n}w_{i}}}={\frac {w_{1}x_{1}+w_{2}x_{2}+\cdots +w_{n}x_{n}}{w_{1}+w_{2}+\cdots +w_{n}}}}                                                                                          |
| Media truncada           | La media aritmética de los valores de datos después de que se haya descartado un cierto número o proporción de los valores de datos más altos y más bajos                                                                                        |
| Media intercuartil       | Un caso especial de la media truncada, utilizando el rango intercuartil. Un caso especial de la media truncada intercuartil, que opera en cuantiles (a menudo deciles o percentiles) que son equidistantes pero en lados opuestos de la mediana. |
| Rango medio              | {\displaystyle {\frac {1}{2}}\left(\max x+\min x\right)} |
| Media Winsorizada        | Similar a la media truncada, pero, en lugar de eliminar los valores extremos, se establecen iguales a los valores más grandes y más pequeños que quedan                                                                                          |

La tabla de símbolos matemáticos explica los símbolos utilizados a continuación.

## Tipos diversos
Otros promedios más sofisticados son: trimean, trimedian y media normalizada, con sus generalizaciones.
Uno puede crear su propia métrica promedio usando el f -mean generalizado: 
{\displaystyle y=f^{-1}\left({\frac {1}{n}}\left[f(x_{1})+f(x_{2})+\cdots +f(x_{n})\right]\right)}
donde f es cualquier función invertible. La media armónica es un ejemplo de esto usando f(x) = 1/x, y la media geométrica es otra, usando f(x) = log x. 
Sin embargo, este método para generar medios no es lo suficientemente general como para capturar todos los promedios. Un método más general para definir un promedio toma cualquier función g (x1, x2, ... xn) de una lista de argumentos que es continua, estrictamente creciente en cada argumento, y simétrica (invariante bajo permutación de los argumentos). El promedio de y es el valor que, al reemplazar cada miembro de la lista, da como resultado el mismo valor de función: g(y, y, ..., y) = g(x1, x2, ..., xn) Esta definición más general aún captura la propiedad importante de todos los promedios de que el promedio de una lista de elementos idénticos es ese elemento en sí. La función g(x1, x2, ..., xn) = x1+x2+ ··· + xn proporciona la media aritmética. La función g(x1, x2, ..., xn) = x1x2···xn (donde los elementos de la lista son números positivos) proporciona la media geométrica. La función g(x1, x2, ..., xn) = −(x1−1+x2−1+ ··· + xn−1) (donde los elementos de la lista son números positivos) proporciona el significado armónico.

### Porcentaje promedio de retorno y CAGR
Un tipo de promedio utilizado en finanzas es el rendimiento porcentual promedio. Es un ejemplo de una media geométrica. Cuando los rendimientos son anuales, se denomina Tasa de crecimiento anual compuesta (CAGR, del inglés Compound Annual Growth Rate). Por ejemplo, si consideramos un período de dos años, y el rendimiento de la inversión en el primer año es −10% y el rendimiento en el segundo año es +60%, entonces se puede obtener el rendimiento porcentual promedio o CAGR, R. resolviendo la ecuación: (1 − 10%) × (1 + 60%) = (1 − 0.1) × (1 + 0.6) = (1 + R) × (1 + R) . El valor de R que hace que esta ecuación sea verdadera es 0.2, o 20%. Esto significa que el rendimiento total durante el período de 2 años es el mismo que si hubiera habido un crecimiento del 20% cada año. El orden de los años no hace ninguna diferencia: el rendimiento porcentual promedio de + 60% y −10% es el mismo resultado que para −10% y + 60%. 
Este método puede generalizarse a ejemplos en los que los períodos no son iguales. Por ejemplo, considere un período de medio año para el cual el rendimiento es −23% y un período de dos años y medio para el cual el rendimiento es + 13%. El rendimiento porcentual promedio para el período combinado es el rendimiento de un solo año, R, que es la solución de la siguiente ecuación: (1 − 0.23)0.5 × (1 + 0.13)2.5 = (1 + R)0.5+2.5, dando un retorno promedio R de 0.0600 o 6.00%.

## Media móvil
Dada una serie temporal, como los precios diarios del mercado de valores o las temperaturas anuales, las personas a menudo desean crear una serie más uniforme. Esto ayuda a mostrar las tendencias subyacentes o tal vez el comportamiento periódico. Una manera fácil de hacer esto es el promedio móvil: uno elige un número n y crea una nueva serie tomando la media aritmética de los primeros n valores, luego avanza un lugar dejando caer el valor más antiguo e introduciendo un nuevo valor en el otro final de la lista, y así sucesivamente. Esta es la forma más simple de media móvil. Las formas más complicadas implican el uso de un promedio ponderado. La ponderación se puede usar para mejorar o suprimir varios comportamientos periódicos y hay un análisis muy extenso de qué ponderaciones usar en la literatura sobre filtrado. En  el procesamiento de señales digitales, el término "promedio móvil" se utiliza incluso cuando la suma de los pesos no es 1.0 (por lo que la serie de salida es una versión escalada de los promedios). La razón de esto es que el analista generalmente está interesado solo en la tendencia o el comportamiento periódico. 

## Historia

### Origen
El primer tiempo registrado en que la media aritmética se extendió de 2 a n casos para el uso de la estimación fue en el siglo XVI. Desde finales del siglo XVI en adelante, gradualmente se convirtió en un método común para reducir los errores de medición en varias áreas. En ese momento, los astrónomos querían saber un valor real a partir de mediciones ruidosas, como la posición de un planeta o el diámetro de la luna. Usando la media de varios valores medidos, los científicos asumieron que los errores suman un número relativamente pequeño en comparación con el total de todos los valores medidos. El método de tomar la media para reducir los errores de observación fue desarrollado principalmente en astronomía. Un posible precursor de la media aritmética es la gama media (la media de los dos valores extremos), utilizada por ejemplo en astronomía árabe del siglo IX al XI, pero también en metalurgia y navegación. 
Sin embargo, hay varias referencias vagas más antiguas al uso de la media aritmética (que no son tan claras, pero que razonablemente tienen que ver con nuestra definición moderna de la media). En un texto del siglo IV, se escribió que (el texto entre corchetes es un posible texto faltante que podría aclarar el significado):
En primer lugar, debemos establecer en una fila la secuencia de números de la mónada hasta nueve: 1, 2, 3, 4, 5, 6, 7, 8, 9. Luego debemos sumar la cantidad de todos juntos, y dado que la fila contiene nueve términos, debemos buscar la novena parte del total para ver si ya está presente de forma natural entre los números de la fila; y encontraremos que la propiedad de ser [uno] noveno [de la suma] solo pertenece al medio [aritmético] en sí mismo. . .
Incluso existen referencias potenciales más antiguas. Hay registros de que desde aproximadamente el año 700 a. C., los comerciantes y los cargadores acordaron que los daños a la carga y al barco (su "contribución" en caso de daños por el mar) deberían compartirse por igual entre ellos. Esto podría haberse calculado utilizando el promedio, aunque no parece haber un registro directo del cálculo. 

### Etimología
La raíz se encuentra en árabe como عوار awar, un defecto o cualquier cosa defectuosa o dañada, incluida la mercancía parcialmente estropeada; y عواري ʿawārī (también عوارة ʿawāra) = "o relacionado con ʿawār, un estado de daño parcial". Dentro de los idiomas occidentales, la historia de la palabra comienza en el comercio marítimo medieval en el Mediterráneo. Avaria latina de Génova de los siglos XII y XIII significaba "daños, pérdidas y gastos no normales derivados de un viaje marítimo mercante"; y el mismo significado para avaria está en Marsella en 1210, Barcelona en 1258 y Florencia a finales del 13. La avarie francesa del siglo XV tenía el mismo significado, y engendró el inglés "averay" (1491) y el inglés "average" (1502) con el mismo significado. Hoy, la avaria italiana, la avaria catalana y la avarie francesa todavía tienen el significado principal de "daño". La gran transformación del significado en inglés comenzó con la práctica en los contratos de la ley de la marina mercante occidental y los principios modernos de Occidente bajo los cuales si el barco se enfrentaba a una fuerte tormenta y algunos de los productos debían arrojarse por la borda para que el barco fuera más ligero y seguro, entonces todos los comerciantes cuyos bienes estaban en el barco iban a sufrir proporcionalmente (y no los bienes de quien fueron arrojados por la borda); y, en general, debía haber una distribución proporcional de cualquier avaria. A partir de ahí, las aseguradoras, acreedores y comerciantes británicos adoptaron la palabra por hablar de sus pérdidas como repartidas en toda su cartera de activos y teniendo una proporción media. El significado de hoy se desarrolló a partir de eso, y comenzó a mediados del siglo XVIII, y comenzó en inglés.
El daño marino es un promedio particular, que es asumido solo por el propietario de la propiedad dañada, o un promedio general, donde el propietario puede reclamar una contribución proporcional de todas las partes a la empresa marina. El tipo de cálculos utilizados en el ajuste del promedio general dio lugar al uso de "promedio" para significar "media aritmética". 
Un segundo uso del inglés, documentado ya en 1674 y a veces deletreado "aversión", es el residuo y el segundo crecimiento de los cultivos de campo, que se consideraron adecuados para el consumo de animales de tiro ("avers").
Existe un uso no relacionado (al menos del siglo XI) de la palabra. Parece ser un antiguo término legal para la obligación laboral de un inquilino con un sheriff, probablemente en inglés por "avera" que se encuentra en el English Domesday Book (1085). 
El Oxford English Dictionary, sin embargo, dice que las derivaciones del alemán hafen haven, y la pérdida de árabe ʿawâr, el daño, han sido " descartados " y la palabra tiene un origen romance.